# 克劳斯-金特·约尔丹
克劳斯-金特·约尔丹（德語：Klaus-Günther Jordan，1940年9月17日—2011年12月7日），德国男子赛艇运动员。他曾代表西德参加世界赛艇锦标赛，搭档沃尔夫冈·诺伊斯和弗兰克·施泰因霍伊泽获得男子双人单桨有舵手金牌。